# Tatiana Turanskaya
Tatiana Mikhailovna Turanskaya (Bélgorod del Dniéster, República Socialista Soviética de Ucrania, 20 de noviembre de 1972) es una política y economista transnistria.

## Trayectoria
Licenciada en economía por la Universidad Económica Estatal de Odesa. Turanskaya ocupó el cargo de primera ministra de la República Moldava de Transnistria desde 10 de julio del año 2013 hasta el 13 de octubre de 2015, tras la renuncia del político Pyotr Stepanov en su cargo de primer ministro, siendo la 2.º primera ministra de Transnistria. y primera mujer en ocupar el cargo. 
El 7 de agosto de 2013 mantuvo una reunión con el vicepresidente de la Comisión de Política Económica, Presupuesto y Finanzas del Consejo Supremo, Andrej Kotsubenko, y con el miembro de la Comisión de Seguridad, Defensa y Mantenimiento de la Paz del Consejo Supremo, Yuri Horin, en la que habló de cuestiones gubernamentales dentro del distrito de Slobozia.
Turanskaya decidió participar en las elecciones de 2015 y dimitió temporalmente como primer ministro. Fue reemplazada por la diputada PM Maya Parnas desde el 13 de octubre de 2015 hasta el día de las elecciones (30 de noviembre). El 2 de diciembre de 2015, fue destituida por el presidente Yevgeny Shevchuk y Maija Parnas la sustituyó de nuevo como primera ministra en funciones.